# Sampan

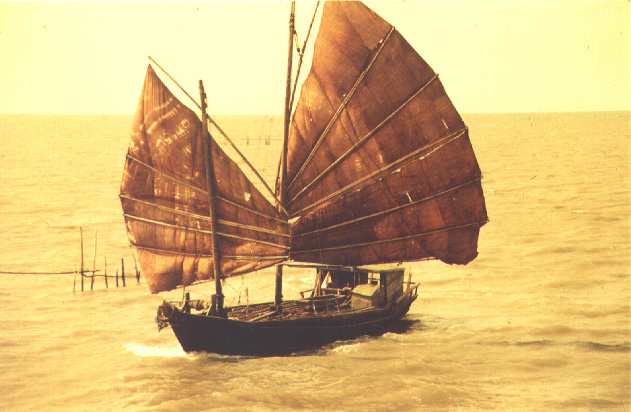
Sampan indonésien au nord de Java.

Un sampan est un type de bateau chinois ou malais en bois, à fond plat. Il est utilisé principalement en Asie du Sud-Est pour la pêche côtière, le cabotage ou comme habitation flottante permanente sur les eaux intérieures ou abrités.

## Étymologie
Le mot "sampan" vient du terme cantonais d'origine pour les bateaux, sāan báan (三板), signifiant "trois planches" ou "trois bords". Le nom fait référence à la conception de la coque, qui se compose d'un fond plat (fabriqué à partir d'une planche) joint à deux côtés (les deux autres planches). Cependant, Pierre-Yves Manguin a souligné la possible origine austronésienne du mot, attestée dans une inscription ancienne en malais.

## Description
La conception ressemble étroitement aux gabares fluviales ou aux chalands. Les sampans peuvent être propulsés par des perches, des rames (en particulier une seule rame utilisée comme godille longue appelée yuloh) ou peuvent être équipés de moteurs hors-bord.

## Utilisation
Les sampans sont généralement utilisés comme habitation flottante permanente en Asie du Sud-Est, en particulier en Malaisie, en Indonésie, au Bangladesh, au Myanmar, au Sri Lanka et au Vietnam. Ce type de bateau est également utilisé pour le transport dans les zones côtières ou les rivières et sont souvent utilisés comme bateau de pêche traditionnels. Il est inhabituel pour un sampan de naviguer loin de la terre, car il n'est pas adaptés aux intémpéries et aux mers agités.
La communauté malaise d'Asie du Sud-Est, utilisent également le terme sampan pour leurs bateaux. De grands types de bateaux tels que le sampan panjang, le kolek et le perahu panjang sont utilisés et construits par les Malais et les Orang Laut vivant dans leurs villages côtiers.

## Galerie d'images

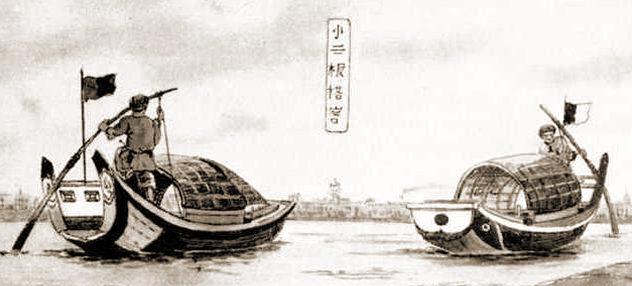
Sampans hongtou traditionnels (rousse) de Shanghai, en Chine
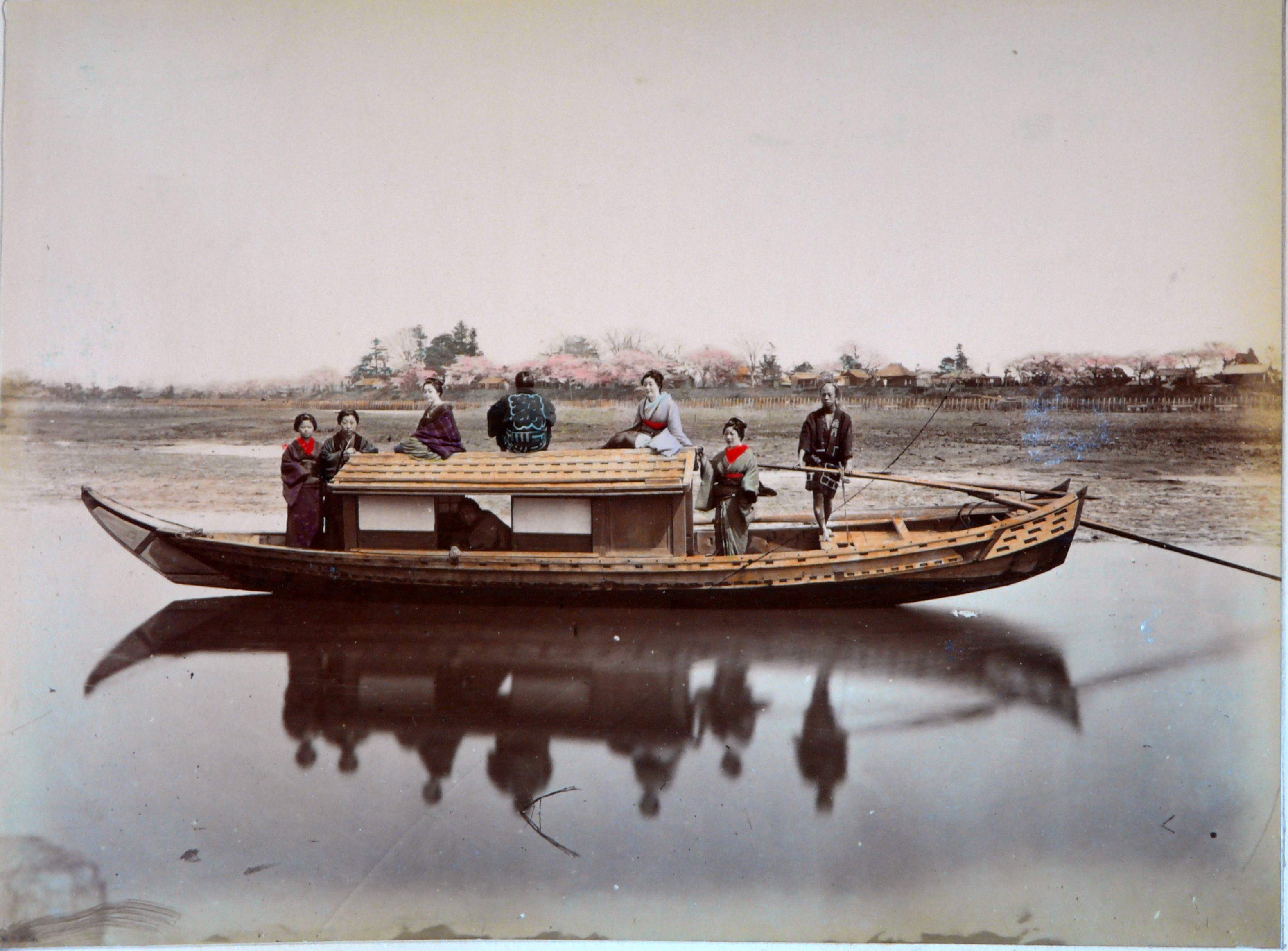
Bateau fluvial de type sampan japonais, datant d'avant 1886.
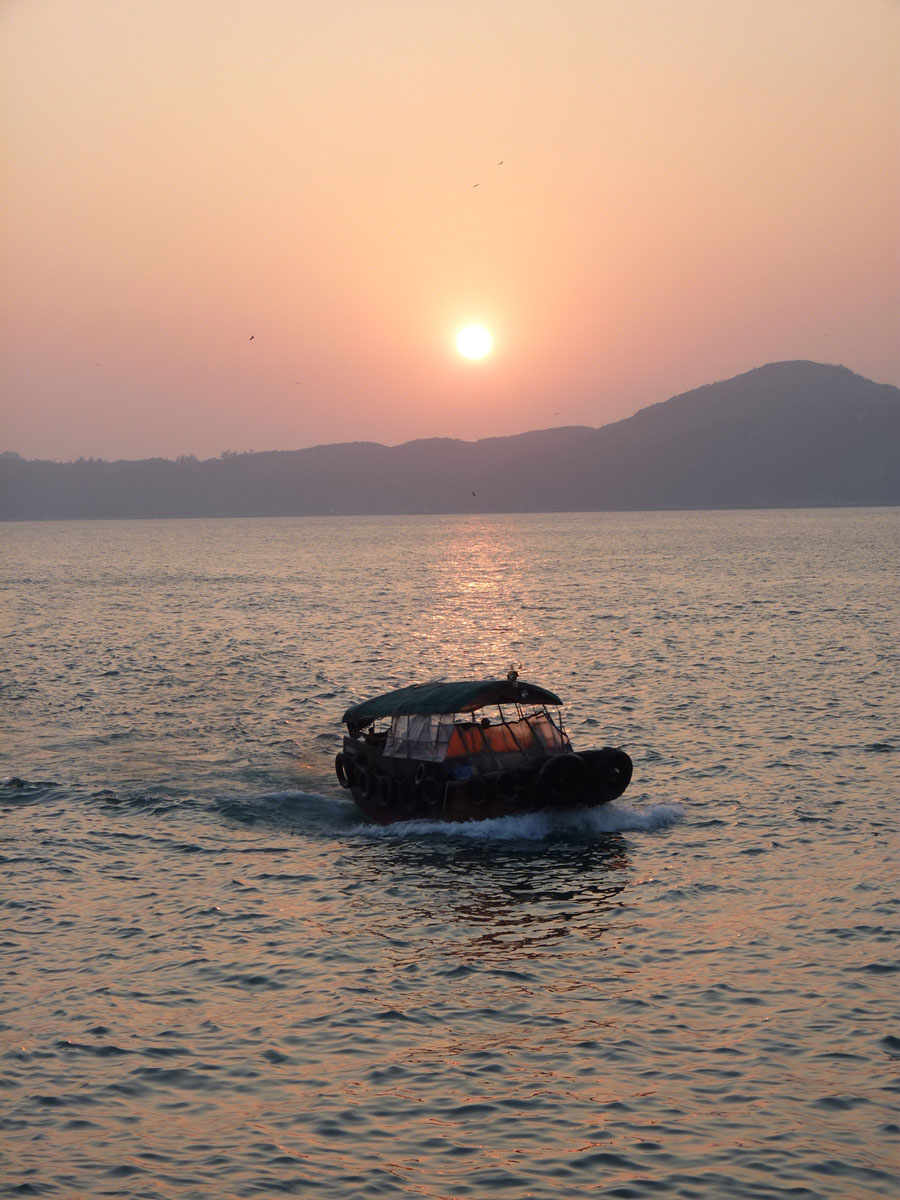
Petit sampan toujours utilisé pour le transport de passagers entre les îles de Hong Kong.
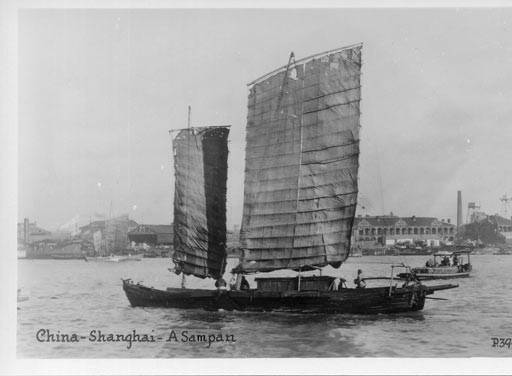
Un sampan à Shanghai, Chine.
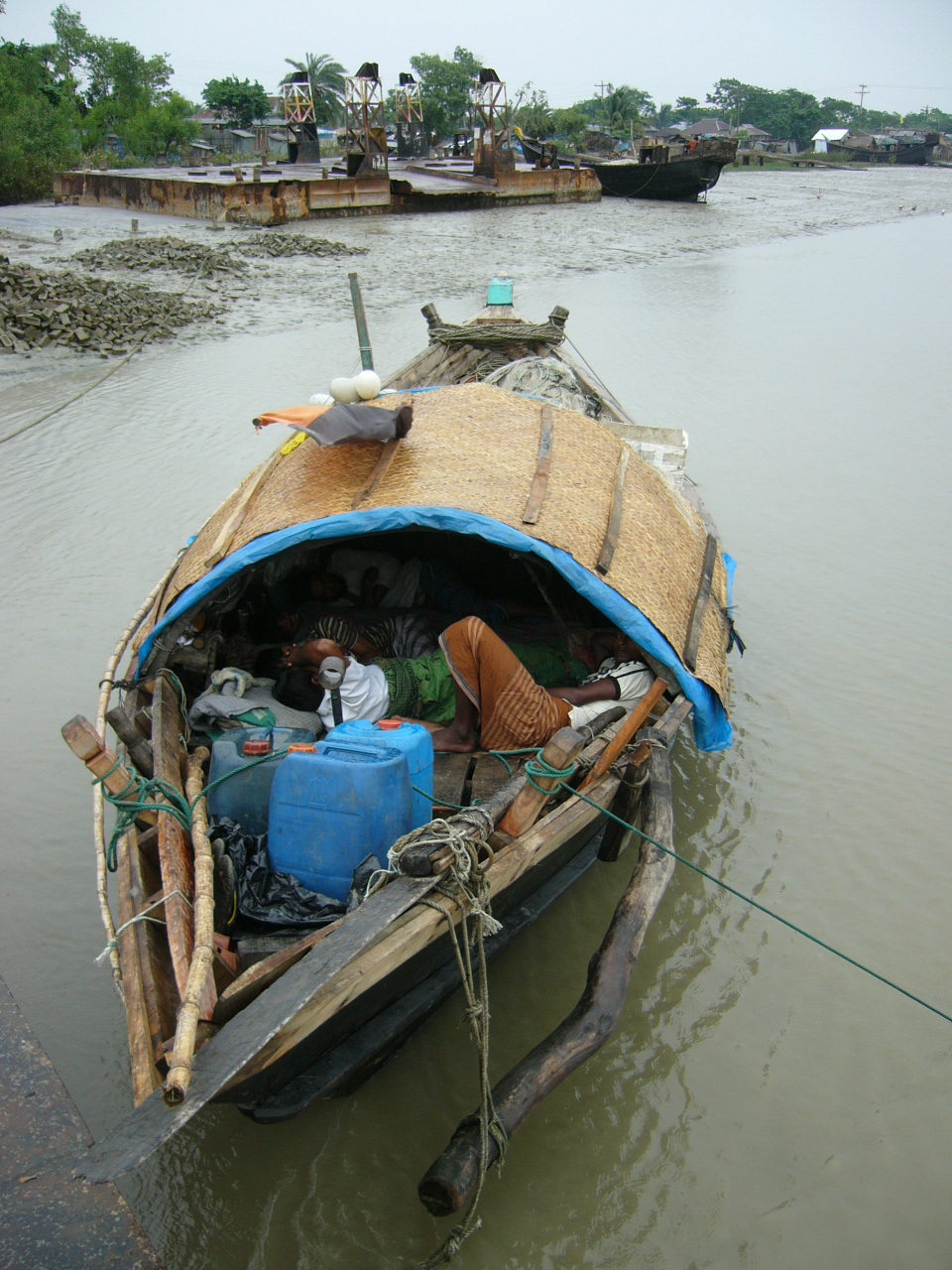
Pêcheur bangladais se reposant à l'ombre d'un sampan à Barishal.
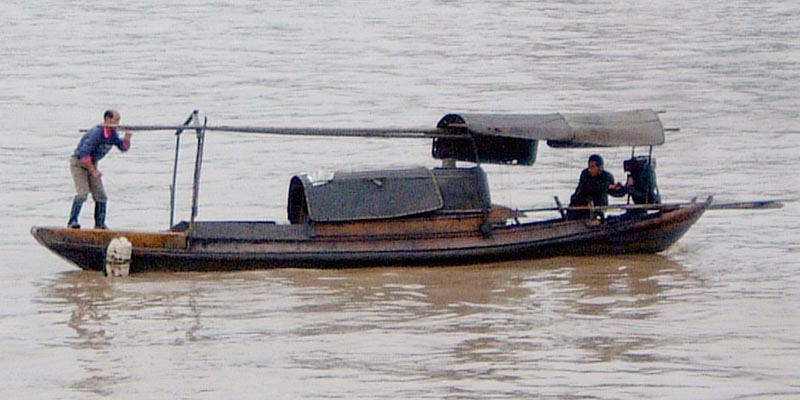
Sampan sur le fleuve Yangtze en Chine.